# Kalvarienberg (St. Annaberg)

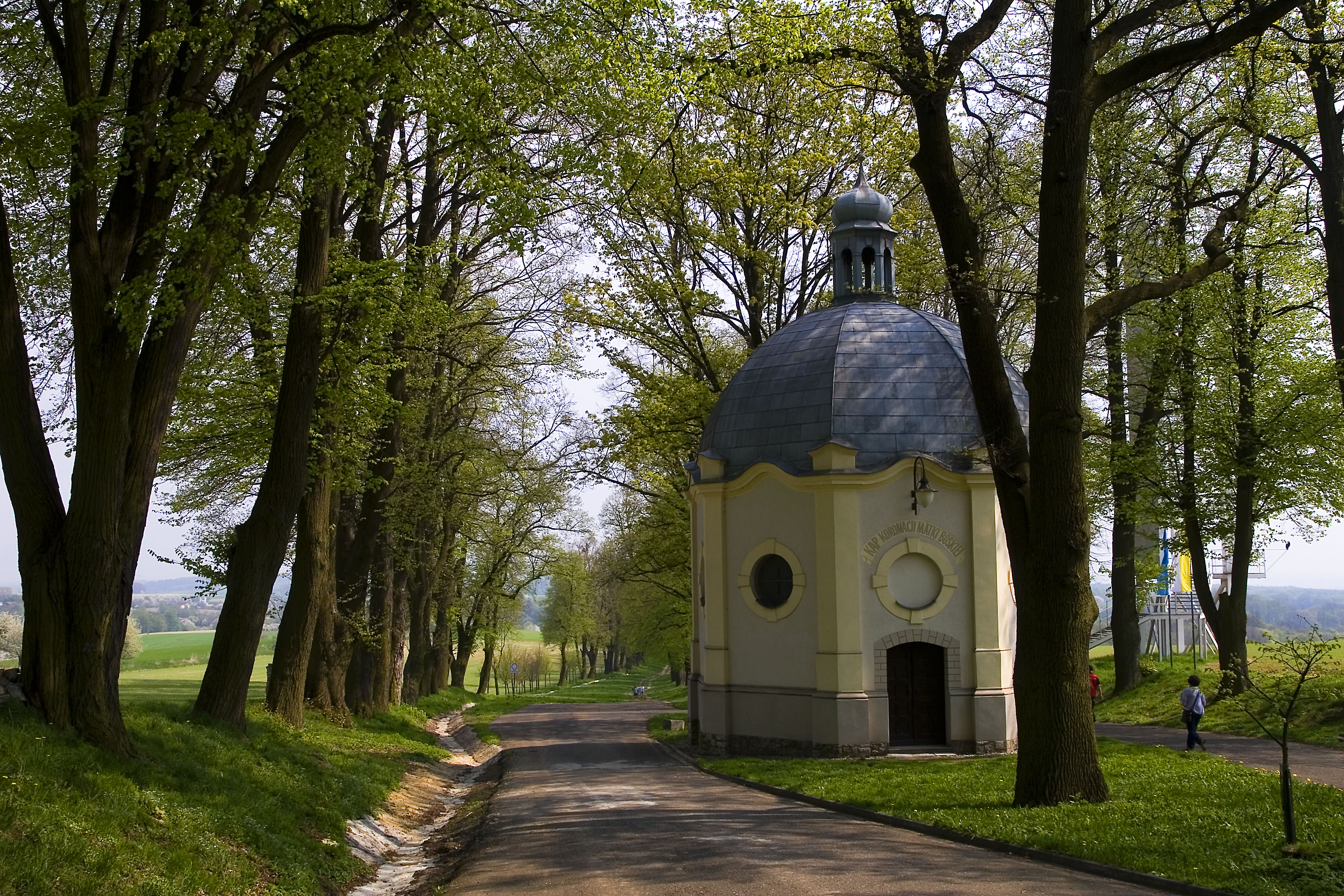
Der Anfang des Kalvarienweges mit der Kapelle „Krönung“

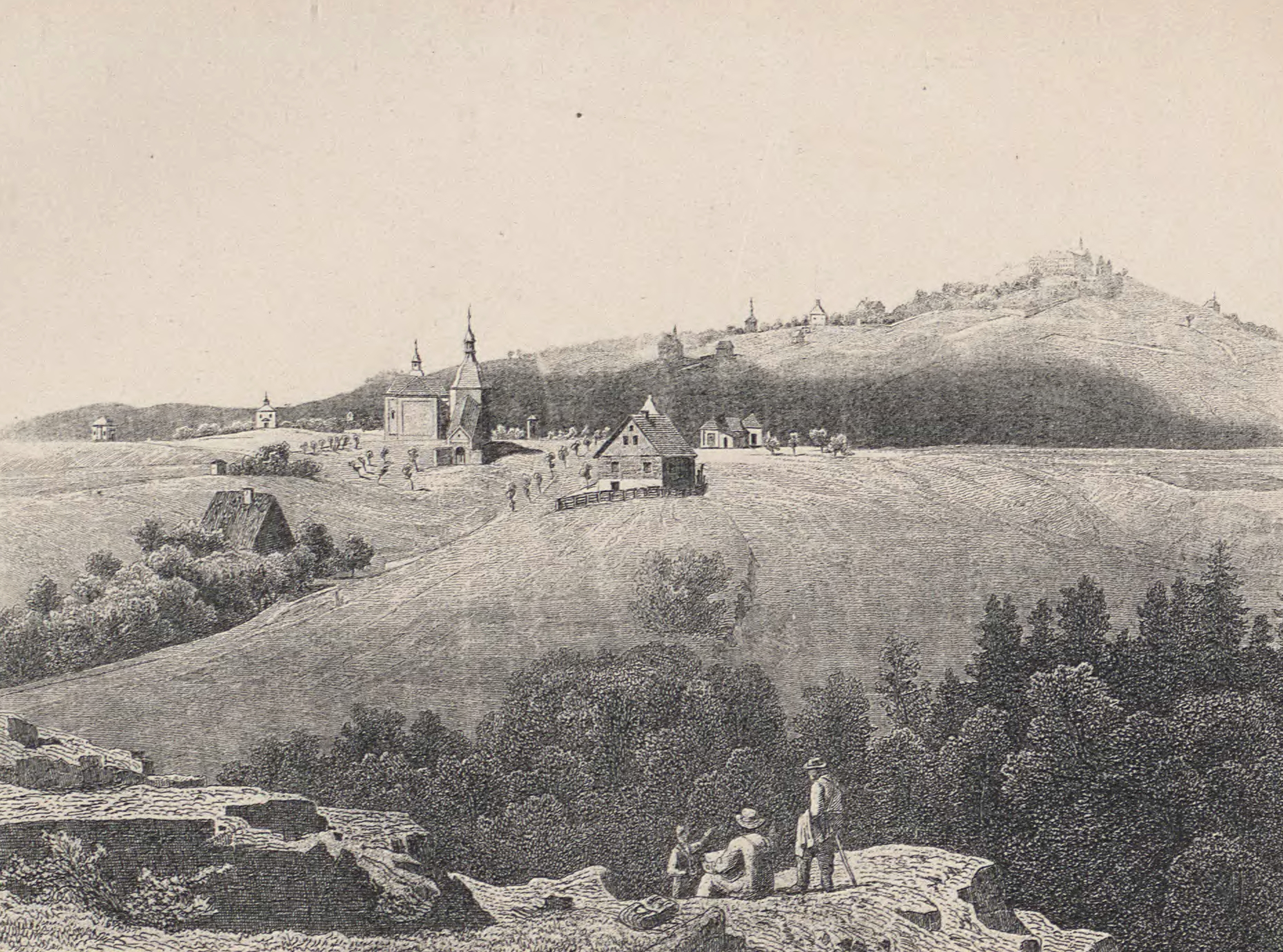
Der Annaberg mit den Kapellen des Kalvarienbergs im 19. Jahrhundert

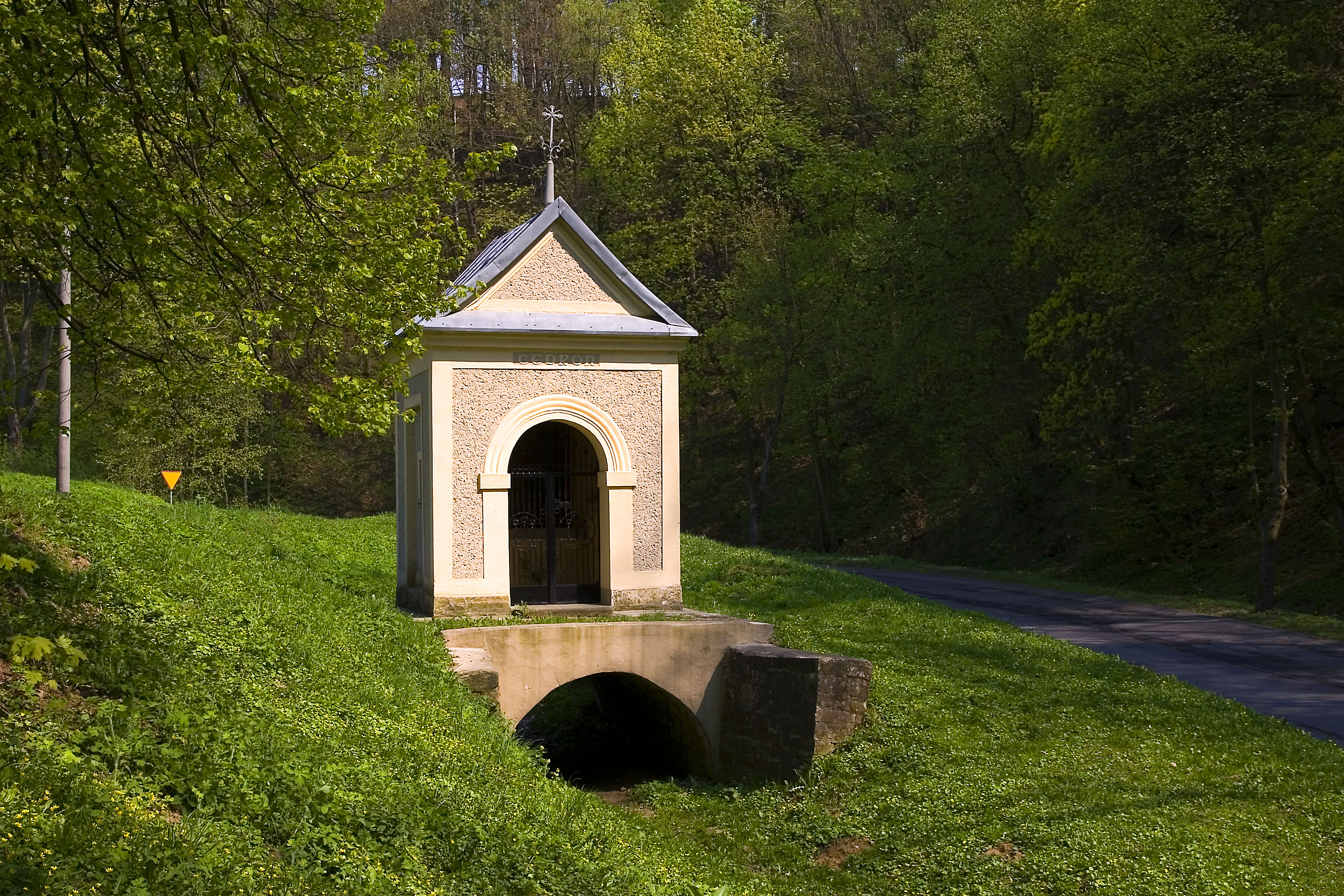
Die Kapelle „Cedron“

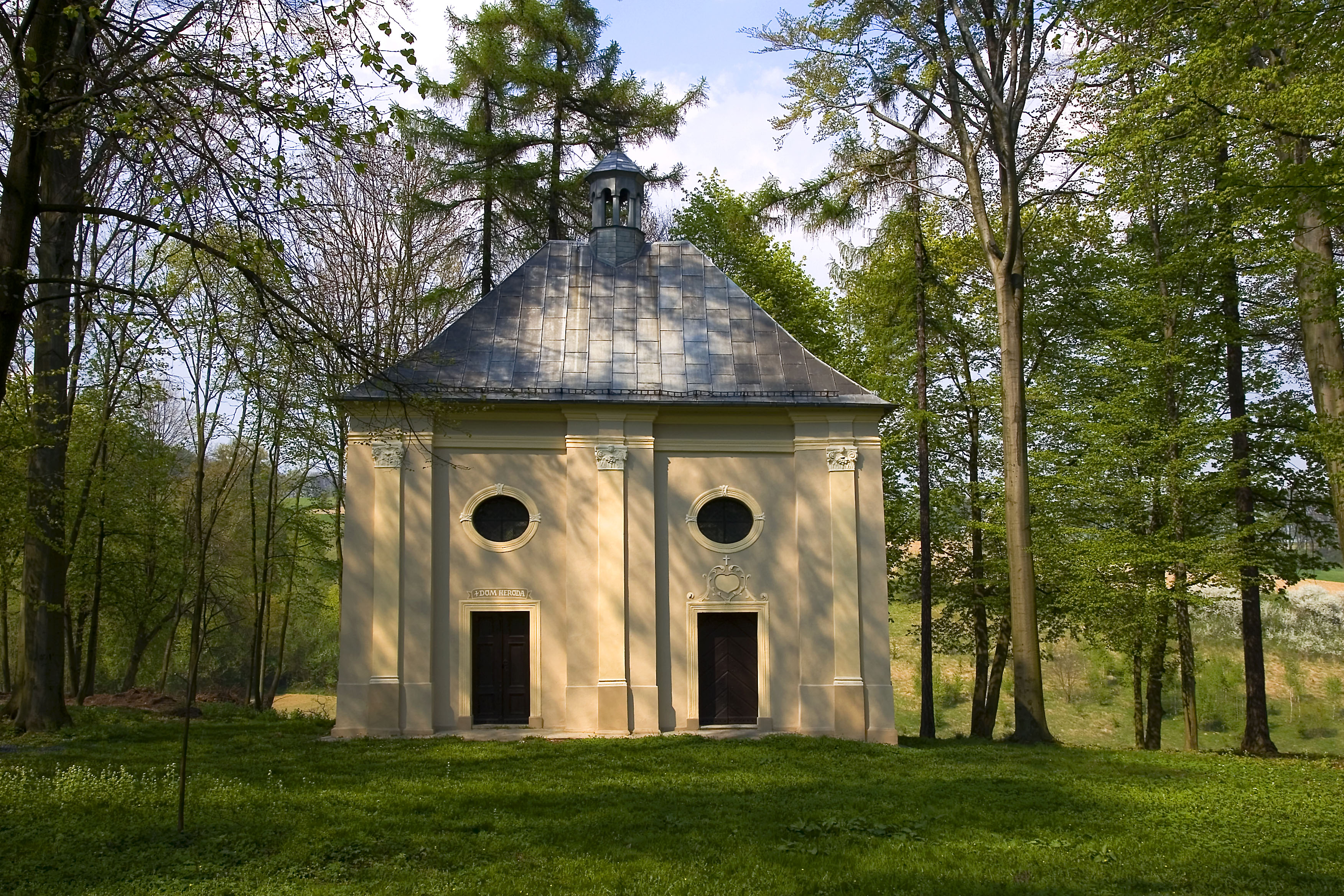
Kapelle „Herodes“

Der Kalvarienberg auf dem St. Annaberg (Kalwaria na Górze Świętej Anny) in Oberschlesien stammt aus dem frühen 18. Jahrhundert und verläuft zwischen den Orten Sankt Annaberg und Poremba. Der Kalvarienberg bestand ursprünglich aus 33 Kapellen, weitere wurden von 1781 bis 1789 sowie im 19. Jahrhundert und 1910 ergänzt. Heute sind es insgesamt 41 Gebäude, die zum Kalvarienberg gehören. Die Gesamtanlage steht unter Denkmalschutz. Zudem ist sie seit 2004 Teil des „Pomnik Historii“ (Denkmal der Geschichte). Der Kalvarienberg in St. Annaberg zeichnete sich ursprünglich durch seine zweisprachigen Beschriftungen in Deutsch und Polnisch aus, jedoch wurden die deutschen Beschriftungen nach 1945 zerstört.

## Geschichte
Der Kalvarienberg wurde 1700 durch Reichsgraf Georg Adam Franz von Gaschin (1643–1719) gestiftet, dem die Ländereien um den Annaberg gehörten. Damit ging die Erfüllung des Wunsches des verstorbenen Reichsgrafen Melchior Ferdinand von Gaschin (1581–1665) einher, der dies in seinem Testament festgelegt und bereits 1656 am St. Annaberg das Franziskanerkloster gestiftet hatte. Sein Bau dauerte vom 27. Mai 1700 bis zum 24. Juli 1709. Von Gaschin konnte den in Oppeln lebenden und aus Italien stammenden Architekten Domenico Signo gewinnen, der für das Bauprojekt dreißig kleine und drei große Kapellen entwarf und errichtete. Als Vorbild diente der Kalvarienberg von Kalwaria Zebrzydowska.
Es dauerte noch etliche Jahre, bis der Kalvarienberg seiner Bestimmung übergeben werden konnte. Die Kapellen blieben zunächst ungenutzt, weil die ansässigen Franziskanern vorerst kein Interesse an der neuen Anlage und ihrer Bewirtschaftung hatten. Von 1756 bis 1764 wurden die Kapellen auf Kosten des Anton von Gaschin renoviert. Die erste Andacht auf dem Kalvarienberg fand erst am 14. September 1764 statt. In diesem Jahr übernahmen und weihten die Franziskaner die Kapellen. Fortan entwickelte sich die Anlage zum Ziel von Wallfahrern. 1910 wurde als letzte die Kapelle der Krönung Mariens errichtet.
1983 fand auf den Feldern innerhalb des Kalvarienwegs ein Gottesdienst mit Papst Johannes Paul II. statt. 1997 wurde die Stiftung Sanktuarium Góry Św. Anny gegründet, auf deren Kosten 27 der Kapellen von 1997 bis 2009 renoviert wurden.